# Pulp Fiction (Music from the Motion Picture)
Pulp Fiction (Music from the Motion Picture) è la colonna sonora del film Pulp Fiction, pubblicata il 27 settembre 1994 dalla MCA Records.

## Descrizione
Comprende brani di diverso genere: si spazia dalla surf music al rock and roll al funk e al blues, dove spiccano svariati artisti come i Kool & the Gang, Dick Dale e Al Green. Altra particolarità della colonna sonora è la presenza di alcuni dialoghi estratti dal film che si intercalano più volte tra un brano ed un altro.
Secondo Stephen Thomas Erlewine, la colonna sonora del film riesce a ricreare la violenza, l'humor, lo stile ed il non-sense del film in maniera brillante, concentrandosi sulla musica surf e aggiungendo alcuni classici del rock and roll statunitense e altri del blues, come Let's Stay Together di Al Green e You Never Can Tell di Chuck Berry.

## Tracce
Dialoghi di Quentin Tarantino.
1. Tim Roth e Amanda Plummer (dialogo), Dick Dale & His Del-Tones (musica) – Pumpkin and Honey Bunny/Misirlou – 2:28 (Fred Wise, Milton Leeds, S. K. Russel, Nicholas Roubanis)
2. Samuel L. Jackson e John Travolta – Royale with Cheese – 1:44
3. Kool & the Gang – Jungle Boogie – 3:06 (Ronald Bell, Claydes Smith, George Brown, Robert Mickens, Donald Boyce, Richard Westfield, Dennis Thomas, Robert Bell)
4. Al Green – Let's Stay Together – 3:17 (Al Green, Al Jackson, Jr.)
5. The Tornadoes – Bustin' Surfboards – 2:28 (Gerald Sanders, Jesse Sanders, Norman Sanders, Leonard Delaney)
6. Ricky Nelson – Lonesome Town – 2:14 (Baker Night)
7. Dusty Springfield – Son of a Preacher Man – 2:27 (John Hurley, Ronnie Wilkins)
8. Maria de Medeiros e Bruce Willis (dialogo), The Centurians (musica) – Zed's Dead, Baby/Bullwinkle Part II – 2:31 (Dennis Rose, Ernest Furrow)
9. Jerome Patrick Hoban (dialogo), Chuck Berry (musica) – Jack Rabbit Slims Twist Contest/You Never Can Tell – 3:13 (Chuck Berry)
10. Urge Overkill – Girl, You'll Be a Woman Soon – 3:09 (Urge Overkill)
11. Maria McKee – If Love Is a Red Dress (Hang Me in Rags) – 4:56 (Maria McKee)
12. Peter Green e Duane Whitaker (dialogo), The Revels (musica) – Bring Out the Gimp/Comanche – 2:11 (The Revels)
13. The Statler Brothers – Flowers on the Wall – 2:24 (Lewis C. DeWitt)
14. John Travolta e Samuel L. Jackson – Personality Goes a Long Way – 1:02
15. The Lively Ones – Surf Rider – 3:19 (Bob Bogle, Nole Edwards, Don Wilson)
16. Samuel L. Jackson – Ezekiel 25:17 – 0:52

## Formazione
Produzione
- Jim Monsour – produzione (traccia 2)
- K & G Productions, Inc. – produzione (traccia 3)
- Willie Mitchell – produzione (traccia 4)
- Bob Irwin – produzione (traccia 5)
- Ricky Nelson – produzione (traccia 6)
- Ozzie Nelson – produzione (traccia 6)
- Jimmy Haskell – produzione (traccia 6)
- Jerry Wexler – produzione (traccia 7)
- Tom Dowd – produzione (traccia 7)
- Arif Mardin – produzione (traccia 7)
- Bob Keene – produzione (traccia 8)
- Urge Overkill – produzione (traccia 10)
- Kramer – produzione (traccia 10)
- Bruce Brody – produzione, missaggio (traccia 11)
- Maria McKee – produzione, missaggio (traccia 11)
- Bill Wenzel – produzione (traccia 12)
- Jerry Kennedy – produzione (traccia 13)
- Quentin Tarantino – produzione esecutiva
- Lawrence Bender – produzione esecutiva
- Karyn Rachtman – produzione esecutiva, supervisore musicale
- Kathy Nelson – produttore esecutivo, supervisore musicale
- Steve Hall – mastering
- Tim Stedman – direzione artistica
- Donna Mercer – grafica